# Disneyland
Disneyland o Disneyland Park è il primo parco divertimenti aperto dalla Walt Disney Company e l'unico inaugurato in vita da Walt Disney in persona. Ubicato ad Anaheim, nella periferia di Los Angeles, è stato inaugurato nel 1955.

## Storia, concetto e ispirazione

### L'idea
Il concetto per Disneyland è nato mentre Walt Disney stava visitando Griffith Park, a Los Angeles, tra gli anni '30 e gli anni '40, con le sue figlie Diane e Sharon: mentre, seduto su una panchina, le osservava andare sulla giostra dei cavalli, si chiese perché nei parchi di divertimento di allora si dovessero divertire solo i bambini mentre gli adulti dovevano stare seduti a guardare, gli venne così l'idea di un luogo in cui gli adulti e i loro figli potessero andare a divertirsi insieme.
La panchina su cui Disney era seduto quel giorno al Griffith Park venne infine acquistata dalla Disney ed è oggi possibile ammirarla esposta a Disneyland nella Opera House sulla Main Street USA.

### Le ispirazioni
Una delle prime ispirazioni di Disney furono i Trolley Park ed Electric Park, primi esempi di parchi di divertimento che avevano molto successo negli Stati Uniti tra la fine del XIX secolo e l'inizio del XX e che erano perlopiù di proprietà di compagnie elettriche e compagnie di tram. Durante gli anni in cui Walt Disney visse a Kansas City era infatti solito visitare uno di questi parchi, l'Electric Park all'angolo tra la 46ª strada e il Paseo, a quindici isolati da casa sua. L'Electric Park di Kansas City presentava concerti di gruppo, balli da sala, spettacoli di vaudeville, sale giochi, gallerie di tiro, una giostra, una grande piscina coperta, caffè, negozi di souvenir, barche a fondo piatto che scendevano giù da dei grossi scivoli in una laguna, montagne russe e varie giostre da brivido. Un treno a vapore correva intorno al parco e uno spettacolo pirotecnico illuminava le notti estive. A differenza della maggior parte dei parchi di divertimento dell'epoca, l'Electric Park era pulito e ben tenuto. Walt parlava spesso dell'influenza di Electric Park sul suo design di Disneyland, dicendo che Disneyland «ha quella cosa, l'immaginazione e la sensazione di felice eccitazione, che sentivo quando ero bambino». Gli Electric Park venivano chiamati così anche per le oltre 100.000 luci elettriche che illuminavano il parco la notte, proprio come succederà per le strutture nella Main Street U.S.A. a Disneyland.

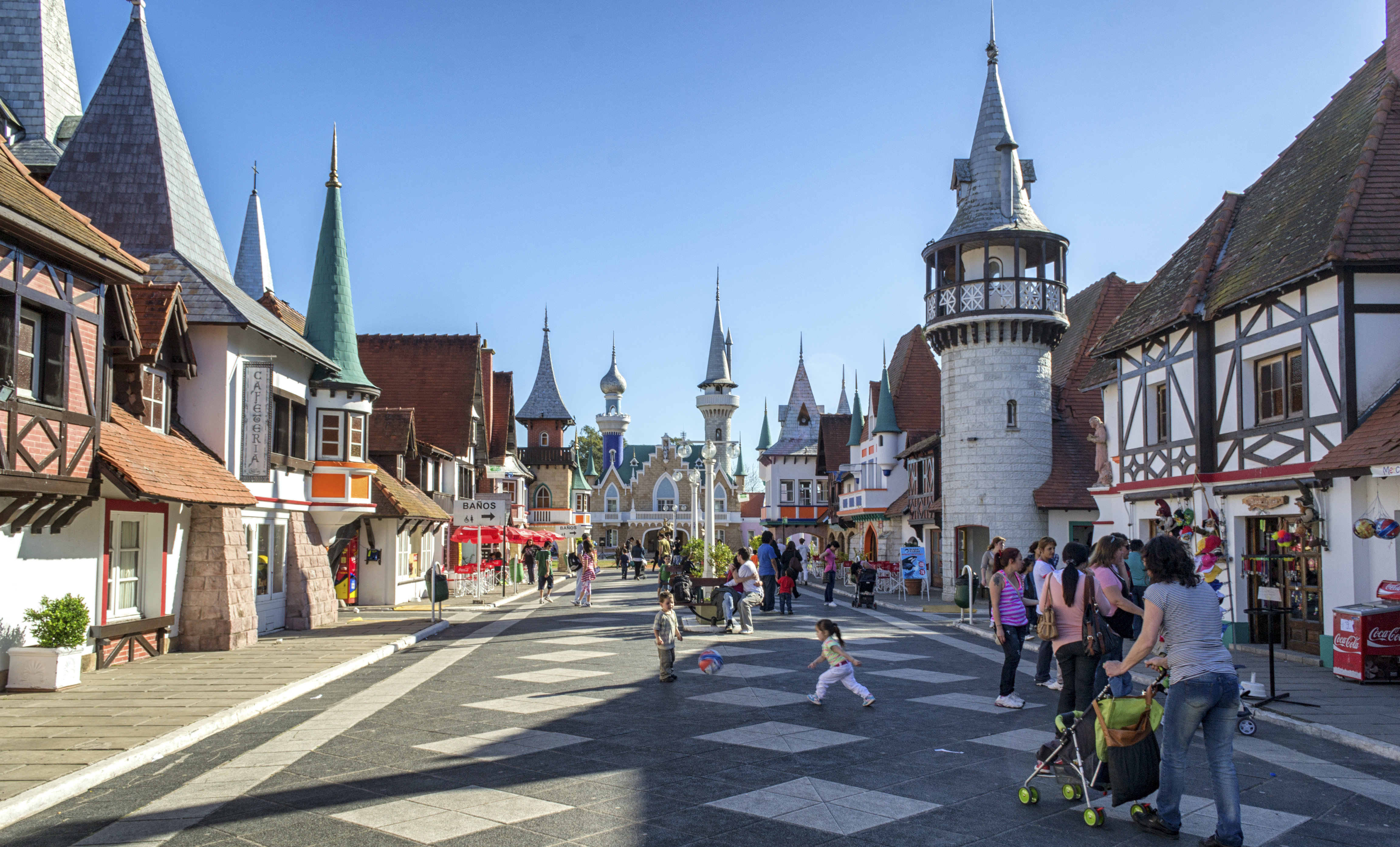
La strada principale del parco di divertimenti República de los Niños in Argentina, a cui Disney si è ispirato. Il parco venne inaugurato nel 1951, quattro anni prima di Disneyland.

Inoltre, l'ispirazione principale, quantomeno per quanto riguarda la struttura del parco con la Main Street che si conclude nella piazza antistante al castello, venne a Disney durante un viaggio in Sud America e in particolare in Argentina negli anni '40, qui avrebbe saputo della costruzione del parco "La Repubblica dei Bambini" (República de los Niños) iniziata nel 1949 e che venne infine inaugurato nel 1951 (quattro anni prima di Disneyland).
Il castello, in seguito simbolo del parco, avrebbe dovuto inizialmente essere collegato a Biancaneve, in cui appariva come disegno simile dal 1937, tuttavia la contemporanea lavorazione a La bella addormentata nel bosco portò infine a dargli il nome di "Castello della Bella Addormentata" (Sleeping Beauty Castle); le linee del castello, sia nel parco che nei film - compreso il Castello di Cenerentola (Cinderella Castle) - traevano spunto da diversi castelli realmente esistenti, tra cui principalmente il Castello di Neuschwanstein, l'Alcázar di Segovia e il Castello di Moszna (Moszna Castle).
Altre ispirazioni note sono state i Giardini di Tivoli, in Danimarca (inaugurati nel 1843); i parchi Playland (inaugurati nel 1928) e Children's Fairyland (inaugurato nel 1950) entrambi negli Stati Uniti; Bekonscot Model Village & Railway, Inghilterra (1920 circa).
Inoltre Disney venne ispirato anche dai racconti del padre che aveva lavorato alla Fiera Colombiana di Chicago del 1893.

### Il progetto
Nel 1939 chiese a due animatori del suo studio cinematografico di lavorare su un piano per un parco di divertimenti.
La coppia trascorse sei settimane visitando parchi in tutto il paese prima di redigere una proposta che includeva molti elementi che sarebbero finiti nel progetto Disneyland definitivo, tra cui un carosello, una passeggiata sulla Main Street, un treno che circondava il perimetro del parco e una giostra ispirata a Biancaneve.
L'avvento della seconda guerra mondiale e le priorità dello studio misero però in pausa il progetto per molti anni.
Il primo bozzetto documentato dei piani di Disney venne inviato come promemoria allo scenografo Dick Kelsey il 31 agosto 1948, dove veniva chiamato "Mickey Mouse Park" e l'idea era quello di un parco adiacente agli studi della Disney di Burbank. I piani prevedevano una piazza cittadina vecchio stile, un municipio, una stazione dei pompieri, un teatro dell'opera, un cinema e veicoli storici che solcavano una via principale.
Nel 1952 l'idea si era espansa in una proposta di parco divertimenti da 1,5 milioni di dollari che aveva presentato ai funzionari di Burbank. Il consiglio comunale respinse la proposta ma Disney prese il rifiuto come una battuta di arresto fortunata dato che, ormai, i suoi sogni per un parco a tema avevano superato lo spazio disponibile a Burbank. Dopo una lunga selezione, la scelta del terreno per edificare il parco cadde su un aranceto ad Anaheim di 160 acri con 12.000 alberi, a 22 miglia a sud di Los Angeles. Prima che suo fratello Roy si recasse a New York per ottenere un prestito di 9 milioni di dollari, Disney chiese all'artista Herb Ryman di dedicare un fine settimana a disegnare una bozza di Disneyland dai 4 a 6 piedi per persuadere i banchieri a finanziare il progetto. Una seconda fonte di finanziamento venne dalla rete televisiva ABC, che offrì 5 milioni in prestiti e investimenti se Disney avesse accettato di produrre e presentare uno show televisivo settimanale di un'ora chiamato "Disneyland". L'accordo consentì alla Disney di presentare il parco al pubblico televisivo, in particolare ai bambini.

### La costruzione

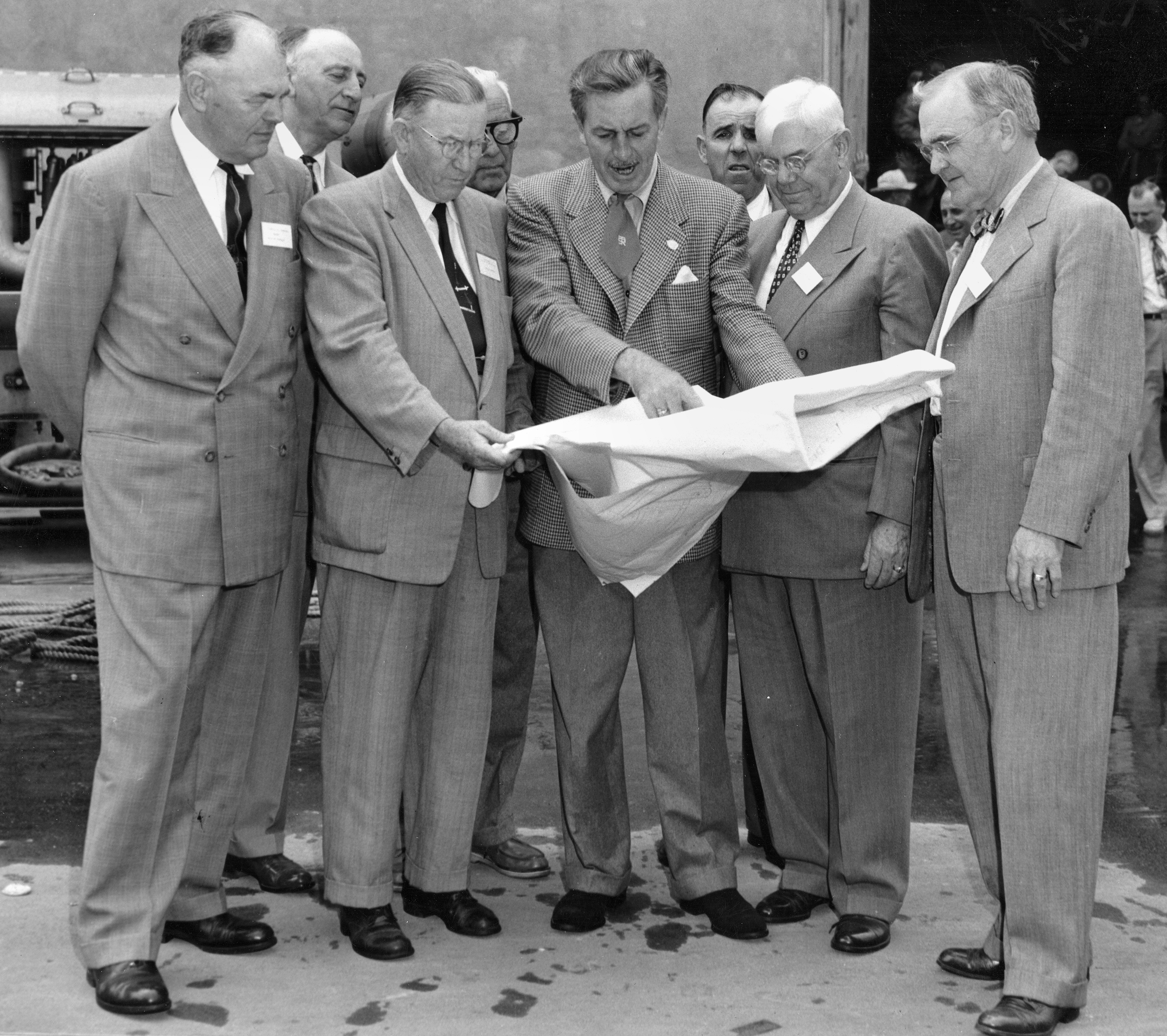
Walt Disney mostra i piani per Disneyland ai funzionari della contea di Orange nel dicembre 1954. La foto è stata scattata ai Walt Disney Studios di Burbank.

La costruzione iniziò nel luglio del 1954. Disney promise di aprire il parco entro un anno, un impegno definito da molti all'epoca "impossibile". I costi salirono alle stelle superando i 17 milioni di dollari. Hollywood soprannominò il progetto di Disneyland "Walt's Folly" ("la follia di Walt") e molti prevedevano un fallimento spettacolare. Walt Disney visitava quotidianamente il sito per offrire direzione e incoraggiamento, passando spesso la notte in un appartamento privato sopra la caserma dei pompieri di Disneyland. 1.200 operai lavorarono a ritmo serrato per completare il progetto in tempo.

### Inaugurazione
(Walt Disney nel discorso di apertura di Disneyland il 17 luglio 1955)

Vecchio logo dei Parchi Disneyland.

Disneyland venne inaugurata da Walt Disney il 17 luglio 1955. Alle ore 14:00 il parco venne aperto, e la cerimonia di inaugurazione di 90 minuti fu trasmessa in diretta televisiva sulla ABC, terzo investitore nel parco a tema. Si stima che 70 milioni di persone - in un paese di 165 milioni - si fossero sintonizzate a guardare l'inaugurazione co-presentata dall'attore, e futuro presidente degli Stati Uniti, Ronald Reagan.
La cerimonia includeva una benedizione da parte di un ministro protestante, una band che suonava l'inno nazionale mentre dei militari innalzavano la bandiera americana e un'acrobazia aerea della California Air National Guard.
Il giorno dell'inaugurazione, conosciuto come "il giorno nero" di Disneyland, oltre ai circa 6.000 invitati regolarmente, se ne aggiunsero altri 22.000, che riuscirono a entrare con biglietti di invito falsi o scavalcando una recinzione, arrivando a oltre 28.000 invitati, più di quanti gli addetti al parco fossero pronti a ricevere.
L'enorme affluenza di quel giorno creò ingorghi chilometrici su tutta l'autostrada, mentre nel parco, dove a stento si riusciva a camminare, finirono ben presto le scorte di cibo facendo infuriare gli ospiti. A questo si aggiunse uno sciopero degli idraulici che perdurava da qualche giorno che fece rimanere le fontane del parco a secco; questa, secondo alcuni detrattori, sarebbe in realtà stata una trovata per fare vendere più Pepsi, uno degli sponsor del parco. Complice il caldo infernale di luglio e l'asfalto fresco posato sulla Main Street la mattina stessa, i tacchi delle scarpe delle signore finirono per incollarsi al manto stradale, rendendo ulteriormente complicato il passaggio sulla Main Street.
Molte delle pubblicizzate attrazioni erano in realtà ancora chiuse o in costruzione; in alcuni punti del parco, inoltre, la vernice era ancora fresca, tanto che alcuni operai ancora stavano terminando di ridipingere degli oggetti. Nel tardo pomeriggio una fuga di gas costrinse alla chiusura anticipata alcune land del parco, costringendo quindi gli ospiti ad ammassarsi in spazi ancora più ridotti. I giornali dell'epoca riportarono di come fu disorganizzato il tutto, e stroncarono subito il parco tanto amato e voluto da Disney, definendolo come un "vero incubo" e gli stessi manager della Disney negli anni seguenti si sarebbero riferiti al giorno dell'inaugurazione come al "Black Sunday".
Il giorno successivo, il 18 luglio, il parco fu ufficialmente aperto al pubblico, che attendeva con ansia fuori dai cancelli già da notte fonda. Il biglietto numero 1 fu acquistato, simbolicamente, da Roy Disney, fratello di Walt.

### Il successo
I visitatori arrivarono a frotte e il parco riscosse subito un notevole successo, permettendo in breve tempo a Walt Disney di riscattare le ipoteche che aveva acceso sulla casa per finanziare la costruzione del parco, costato all'epoca 17 milioni di dollari.
Una serie di giostre che non erano pronte per la giornata di apertura, come Rocket to the Moon e Dumbo the Flying Elephant, furono presto aperte, con molte attrazioni che aprirono entro il primo anno.
Nel giro di due mesi il parco aveva accolto il suo milionesimo visitatore. Per il suo primo anniversario, la presenza era stata di 3.642.597 milioni di visitatori. Sessant'anni dopo, la popolarità di Disneyland continua a crescere, con un numero complessivo di visitatori stimato in oltre 750 milioni.

## Descrizione

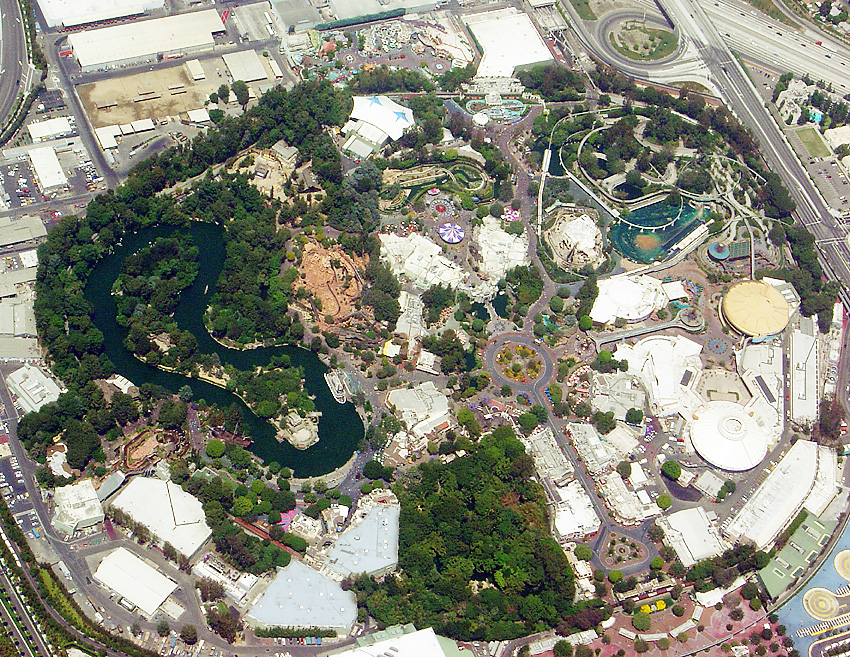
Una veduta aerea di Disneyland nel 2005.

È il primo parco a tema costruito al mondo, anche se spesso e volentieri non viene considerato come tale: molti identificano erroneamente la nascita del concetto di parco a tema con l'inaugurazione del Luna Park di Coney Island (avvenuta nel 1903), anche se parchi come quest'ultimo vengono classificati più precisamente come parchi meccanici.
Il vero primato di Disneyland consiste nell'essere il primo parco divertimenti interamente basato sulla costruzione minuziosa nel mondo reale di un'idea immaginaria formulata in ogni suo particolare, di un mondo parallelo nei quali si proponeva, però, uno scenario fantastico ma possibile.
L'edificio più importante del parco, quello centrale e immancabile in qualsiasi altro parco Disney da lì in poi, era il Castello della Bella Addormentata, pensato per l'omonimo lungometraggio al quale, contemporaneamente alla progettazione e costruzione del parco, stavano lavorando gli Studios.
Parte poi proprio in quegli anni la consuetudine di usare Tinker Bell (Trilly o Campanellino in Italia) per dare il benvenuto ai visitatori del parco. Inoltre l'editore del tempo, la Western, decise di sfruttare l'evento chiedendo ai propri cartoonist di realizzare storie ambientate nell'area di Disneyland: generalmente queste avventure erano una delle rare occasioni in cui i personaggi di Topolinia e Paperopoli si incontravano tra loro, ma anche con personaggi normalmente utilizzati per i corti e i lungometraggi. Si cimentarono in tali adattamenti artisti come Milt Banta, Neil Boyle, Roy De Leonardi, Carl Barks, Tony Strobl, Paul Murry e spesso comparivano personaggi come Dumbo, Pinocchio, Capitan Uncino al fianco dei soliti Topolino, Paperino, Pippo.
Nello stesso anno, alcuni mesi prima dell'apertura ufficiale del parco, esordisce in TV, con il medesimo nome Disneyland, un appuntamento settimanale, presentato dallo stesso Walt Disney, nel quale venivano mostrati cartoni animati con i suoi personaggi come protagonisti.
Proprio come poi venne diviso il parco, anche il programma presentava delle aree tematiche: Adventureland, Frontierland, Fantasyland e Tomorrowland.
diceva Walt Disney nel 1960, commentando quel sogno che coltivava sin dagli anni quaranta e che vide divenire realtà il 17 luglio del 1955.

## Aree tematiche

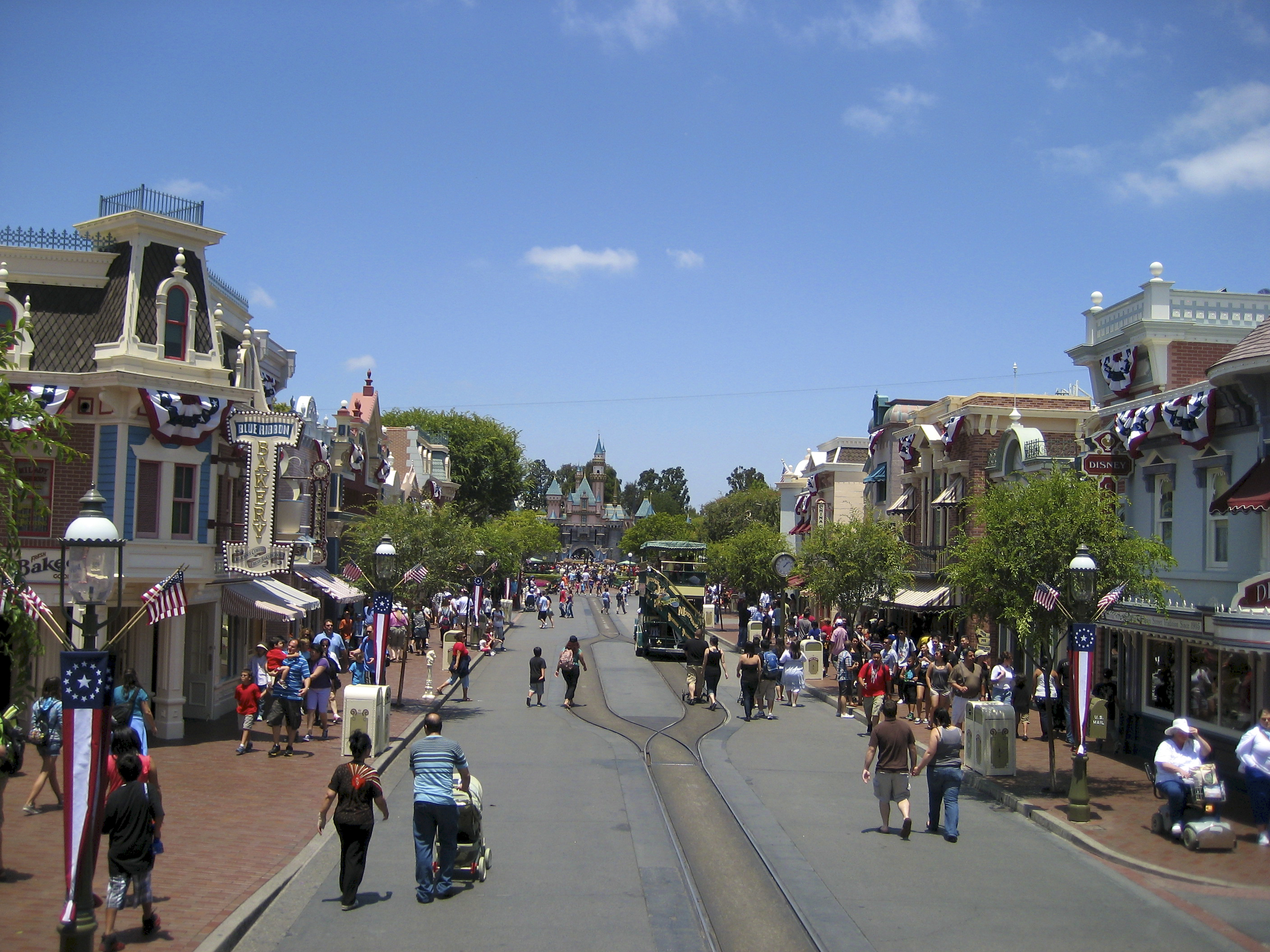
Main Street, U.S.A.

### Main Street, U.S.A.
È la prima "area tematica" all'entrata principale dei tanti parchi in stile "Disneyland" in tutto il mondo.
Vi si accede passando sotto alla stazione del treno Disneyland Railroad.

Qui si trovano i principali negozi di souvenir, ristoranti e centri informazioni del parco.

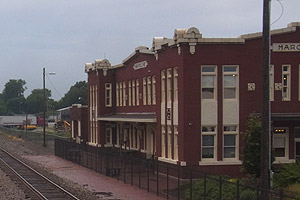
La stazione di Marceline, nel Missouri.

Main Street, USA è stata ispirata dalla città Marceline, nel Missouri (in cui passò l'infanzia Walt Disney) ed è stata progettata per assomigliare al centro di una città americana idealizzata a cavallo tra il XIX secolo e l'inizio del XX secolo (1910 circa).

### Adventureland
Letteralmente la "terra dell'avventura", quest'area si trova subito alla sinistra in basso del parco ed è stata strutturata per assomigliare alle giungle remote dell'Africa, dell'Asia, del Sud America e del Pacifico del Sud. Qui si trovano alcune attrazioni come la Indiana Jones Adventure ispirata alla saga di Indiana Jones.

### New Orleans Square

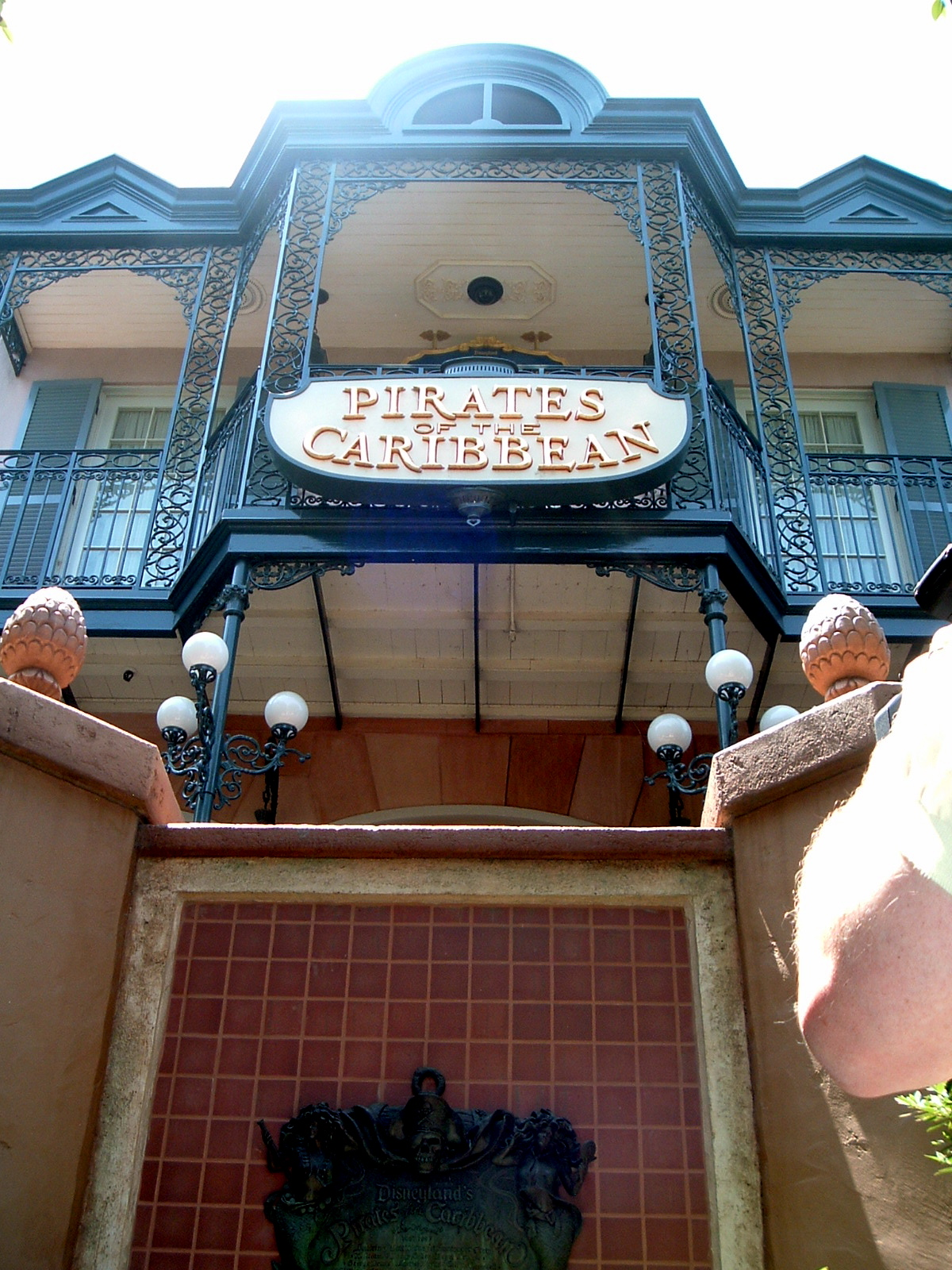
L'entrata dell'attrazione Pirates of the Caribbean.

Quest'area, situata all'estrema sinistra del parco, ha aperto nel 1966 ed è molto popolare tra i visitatori dato che qui si trovano due delle attrazioni più gettonate ovvero: Pirates of the Caribbean, che ha ispirato il film e tutte le altre attrazioni omonime negli altri parchi Disney, e la Haunted Mansion. Inoltre proprio in quest'area si trova il famoso, e tanto chiacchierato, Club 33.

### Frontierland
Quest'area, situata in alto a sinistra della mappa, ricrea le atmosfere di fine '800 dell'era dei cowboy e dei pionieri americani. Qui si trovano le famose Big Thunder Mountain.

### Critter Country
Quest'area, situata sempre a sinistra della mappa accanto a Frontierland, è famosa soprattutto per la presenza delle Splash Mountain.

### Fantasyland
Questa è l'area tematica centrale e principale del parco; qui infatti si trovano il Castello della Bella Addormentata, simbolo del parco Disneyland, e le famose attrazioni Peter Pan's Flight e It's a Small World.

### Mickey's Toontown

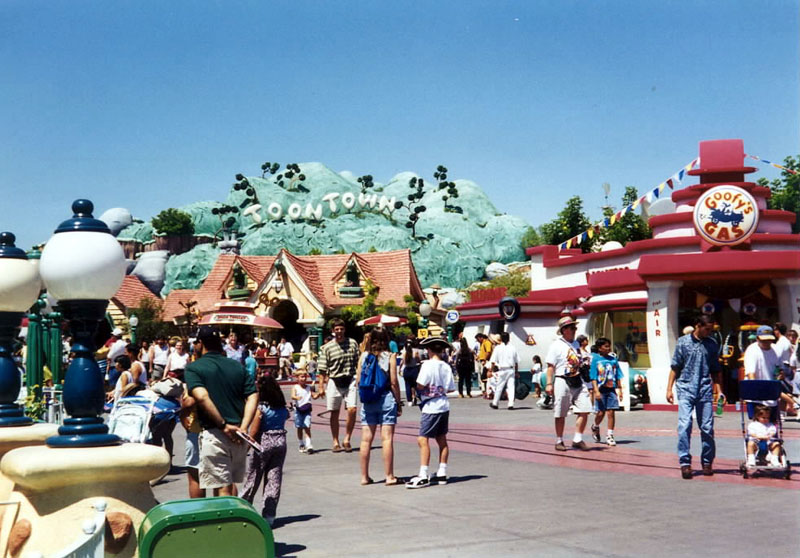
Toontown come appariva nel 1995.

Inizialmente chiamata solo Toontown, quest'area tematica si trova in alto all'estremo della mappa ed è stata inaugurata nel 1993. Si ispira alla città dei cartoni animati vista nel film Chi ha incastrato Roger Rabbit del 1988.

### Tomorrowland
Quest'area tematica, situata a destra della mappa, è ispirata a un'utopica città del futuro e al suo interno si trovano alcune delle attrazioni più famose del parco come le Space Mountain o Star Tours. Quest'area, così come il progetto EPCOT, ha ispirato l'omonimo film del 2014 Tomorrowland - Il mondo di domani.

### Star Wars: Galaxy's Edge

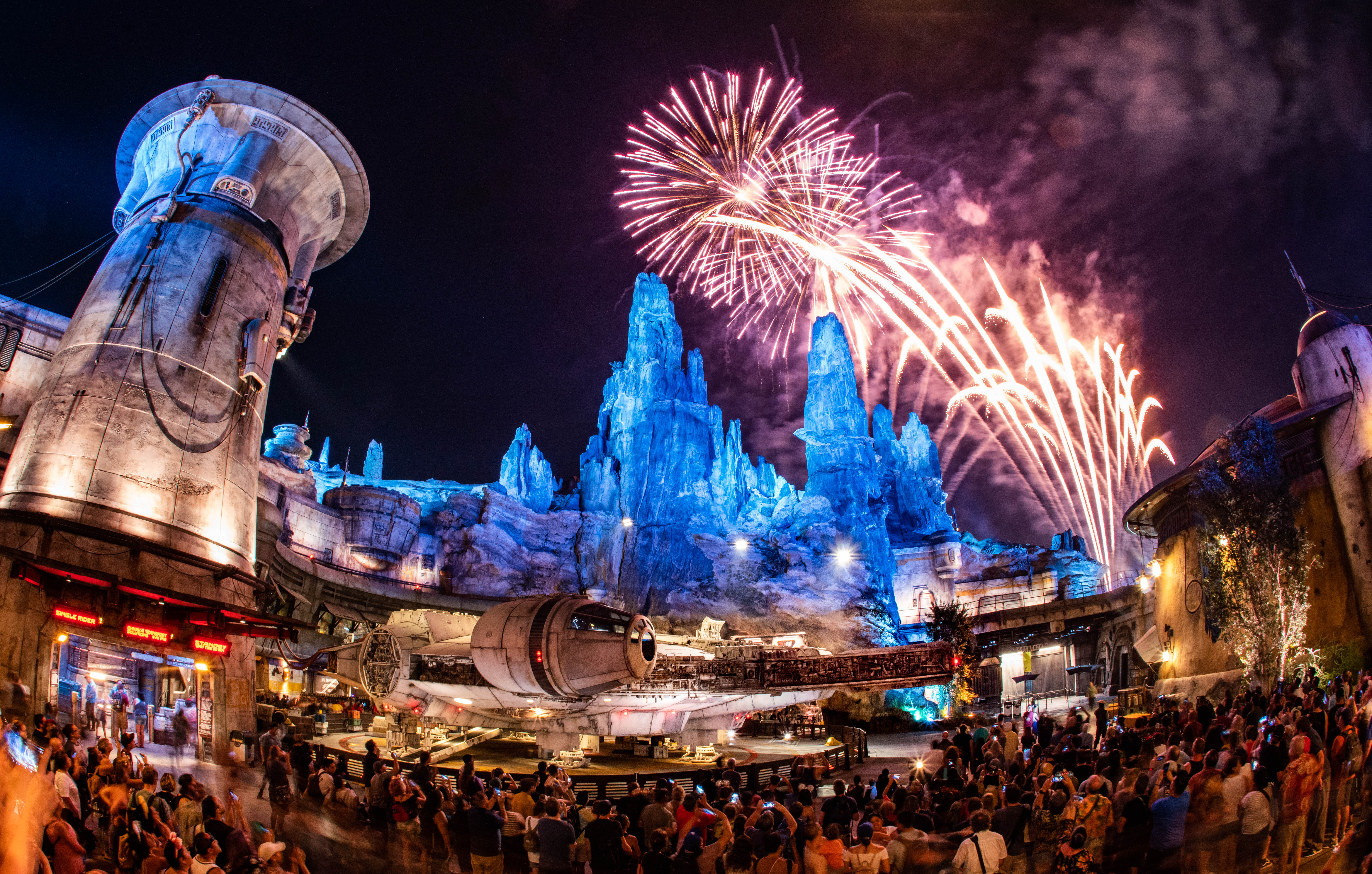
Star Wars: Galaxy's Edge a Disneyland.

Annunciata inizialmente alla D23 Expo nell'agosto 2015, la sua costruzione è iniziata a nord di Frontierland il 14 aprile 2016. Quest'area tematica, inaugurata il 31 maggio 2019, contiene un'intera nuova Land esplorabile ispirata a un pianeta inedito della saga di Star Wars e due nuove attrazioni: un'attrazione - la più grande in scala mai realizzata per un Disney Park - è ambientata nell'hangar di uno star destroyer del Nuovo Ordine; la seconda attrazione è ambientata invece nella cabina di pilotaggio del Millennium Falcon, che è stato ricostruito a grandezza naturale. È la più grande espansione del parco Disneyland in 65 anni di storia.

## Disneyland Resort
Il complesso ha cambiato nome nel 2001, passando da Disneyland a Disneyland Resort, a causa dell'espansione iniziata con la costruzione di un nuovo parco, adiacente all'originale, chiamato Disney California Adventure.
Il complesso Disneyland Resort comprende le seguenti strutture:
- Disneyland Park (il primo parco Disneyland al mondo e l'unico inaugurato da Walt Disney in persona)
- Disney California Adventure (il secondo parco costruito sul complesso nel 2001, adiacente al Disneyland originale, ha come tema la storia della California, i film Disney/Pixar e il Marvel Cinematic Universe)
- Downtown Disney (un complesso di negozi, ristoranti e spazi per l'intrattenimento inaugurato nel 2001)
- Disneyland Hotel (il primo hotel del complesso, aprì nel 1955, senza essere di proprietà della Disney, che l'acquisì solo nel 1988)
- Disney's Paradise Pier Hotel (il secondo hotel del complesso, ha aperto nel 1984 come Emerald of Anaheim, cambiando successivamente il suo nome in Disneyland Pacific Hotel nel 1995 dopo l'acquisizione da parte della Disney e ha riaperto con il suo attuale nome il 15 dicembre 2000)
- Disney's Grand Californian Hotel & Spa (il terzo hotel del complesso aprì nel 2001, ha un ingresso privato per il parco DCA)

## Chiusure straordinarie
Disneyland Resort ha avuto diverse chiusure straordinarie nella sua storia:
- Nel 1963 in seguito all'assassinio di John F. Kennedy
- Nel 1970 a causa di una rivolta anti-vietnamita avviata dal Partito internazionale della gioventù
- Nel 1987, il 16 dicembre, a causa di una tempesta invernale
- Nel 1994 per ispezione dopo il terremoto di Northridge
- Nel 2001 dopo gli attacchi dell'11 settembre
- Nel 2020 Disney ha annunciato che Disneyland e Disney California Adventure saranno temporaneamente chiusi come precauzione di sicurezza dal 14 marzo fino a data da destinarsi, in risposta alla pandemia di COVID-19; è stata la prima volta che chiudevano tutti i parchi Disney nel mondo nello stesso momento.[33][34] Il parco è rimasto chiuso per oltre un anno e, dopo vari rimandi, ha riaperto le sue porte al pubblico il 30 aprile 2021 con capacità al 50% e ulteriori misure di sicurezza sanitaria che includono distanziamento sociale, la richiesta di mascherine per il viso per tutti gli ospiti di età pari o superiore ai due anni, controlli della temperatura per tutti gli ospiti che entrano nel parco, transazioni senza contanti e limitazioni di capacità nelle attrazioni.[35]

## Altri parchi
Oltre al parco originale esistono altri cinque parchi Disneyland nel mondo più uno in costruzione.
- Walt Disney World, Florida, aperto nel 1971;
- Tokyo Disneyland, Giappone, aperto nel 1983;
- Disneyland Paris, Francia, aperto nel 1992;
- Hong Kong Disneyland, Cina, aperto nel 2005;
- Shanghai Disney Resort, Cina, aperto nel 2016.
- Disneyland Abu Dhabi, Emirati Arabi, in fase di sviluppo, apertura prevista entro il 2030.

## Trasposizioni cinematografiche
Film tratti da attrazioni del parco sono stati: La maledizione della prima luna (e relativi seguiti) con Johnny Depp (2003), ispirato all'attrazione Pirates of the Caribbean; The Country Bears - I favolorsi con Christopher Walken, ispirato all'attrazione Country Brears Jamboree; La casa dei fantasmi con Eddie Murphy (2003), ispirato alla Haunted Mansion; Tomorrowland - Il mondo di domani con George Clooney (2014), ispirato all'omonima land del parco.
Nell'estate del 2011 Walt Disney Pictures aveva annunciato un film di avventura ispirato all'attrazione Mattherhorn Bobsled intitolato The Hill. Jason Dean Hall venne scelto per scrivere la sceneggiatura. Il film parlerà di cinque giovani avventurieri che per ragioni sconosciute vengono invitati a salire in cima al monte Cervino, ma verranno attaccati da uno yeti che vive nelle caverne sotterranee della montagna. Il film è rimasto in development hell per oltre un decennio, e ne è stata annunciata l'inizio della produzione solo nel 2021.
Un'ulteriore film ispirato a Disneyland (e al suo parco quasi-gemello della Florida Magic Kingdom) era in cantiere e avrebbe dovuto essere diretto dal regista Jon Favreau e si doveva intitolare Magic Kingdom. La trama sarebbe dovuta essere incentrata su una famiglia che visitava il parco quando tutte le attrazioni prendevano magicamente vita e iniziavano a interagire con loro. Il film è stato infine accantonato in favore di un'omonima serie TV da trasmettere in streaming in esclusiva per la piattaforma Disney+.
Nel 2018 venne annunciata la produzione di un nuovo film con Dwayne "The Rock" Johnson ed Emily Blunt intitolato Jungle Cruise, una trasposizione cinematografica ispirata dall'omonima attrazione presente a Disneyland sin dalla sua apertura, che è uscito infine nel 2021.